# Jadranka Čunčić-Bandov
Jadranka Čunčić-Bandov (Zagreb, 1956.) je hrvatska dječja književnica i lutkarica. Autorica je mnogih igrokaza koji su objavljeni u čitankama, priručnicima, zbornicima i časopisima za djecu. Zbirka "Igre sa zmajevima" uvrštena je u lektiru za četvrti razred osnovne škole. 
Još od studentskih dana bila je aktivno angažirana u lutkarskom kazalištu Kvak kroz glumu, animaciju i pisanje lutkarskih igrokaza. Članica je Društva hrvatskih književnika i Hrvatske zajednice samostalnih umjetnika. Djeluje kao samostalna umjetnica te igrokaze iz svojih knjiga predstavlja djeci kroz lutkarske kolaž predstave. Autorica je scenarija lutkarske serije Tikvići, redovito surađuje s dječjim časopisima (Radost) te piše tekst i scenarij za strip Boduljko i Žbunika.

## Djela
Objavljene zbirke: 
- Razgovori u travi, 1981.
- Od jarca do komarca, 1993.
- Igre sa zmajevima, 1995.
- Šale, trice, zvrndalice, 1999.
- Puž na raskrižju, 2002.
- Iju-ju, 2005.
- Tinka fakinka, 2011.

U zajedničkim izdanjima:
- Igrokazi : Reumatični kišobran. Kuhinjski Razgovori. Dobri Zmajevi. Zmaj i postolar. To nisi ti, to sam ja. Kristalni zvončići. Omedeto, 1995. (Milan Čečuk; Jadranka Čunčić Bandov; Željka Horvat Vukelja; Zlata Kolarić Kišur; Ivan Vitez)
- Od kozlička do volička, 2001. (Jadranka Čunčić-Bandov; Milan Vincetič; Urška Stropnik; Breda Varl)

## Vanjske poveznice
- https://zvrndalice.com/
- Pahuljice (Jadranka Čučić-Bandov) Lukin portal za djecu